# مجدل ترشيش
مجدل ترشيش بلدة تسمى ببوابة المتن. فهي القرية الأولى في المتن الشمالي، محافظة جبل لبنان. ارتفاعها عن سطح البحر 1452كم. تبعد دقائق قليلة عن زحلة عاصمة محافظة البقاع. لدى القرية بلدية فعالة تقوم بالأعمال الإنمائية برئاسة علي مقبل وعدد من الأعضاء من مختلف العائلات: «ضامن، يونس، مقبل». يتولى الأستاذ نعيم يونس المخترة.
باللإضافة إلي أن لجنة الوقف تتألف من سبع ضامن، بسام يونس، محسن مقبل.
أما الشباب «و بجهد ذاتي» وغير رسمي تعمل على إنشاء نادي رياضي.
تحتوي مجدل ترشيش على حسينية «حسينية الإمام الهدي»
جامع، بالإضافة إلى مبنى للبلدية شيد مؤخراً.
تعتبر الزراعة المورد الأساسي للسكان المستقرة فيها صيفاً وشتاًء.
في القرية أهم المغاور: مغارة الدارة و‌قطين عازار المشتركة مع بلدة عينطورة علما أن المغارتين متصلة ببعضها بالمياه.